# Sabulodes himerata
Sabulodes himerata là một loài bướm đêm trong họ Geometridae.